# Opel Meriva
La Opel Meriva è una monovolume di fascia media, prodotta in due serie a partire dal 2003 al 2017 dalla casa automobilistica tedesca Opel. È stata sostituita dalla Opel Crossland X, vettura della tipologia crossover SUV costruita su meccanica e telaio Peugeot, primo modello nato dalla collaborazione tra General Motors e il gruppo PSA.

## Storia
Si tratta di una vettura voluta dai vertici Opel per completare la gamma di monovolume Opel posizionandosi tra la piccola Agila e la Zafira. In fase di progettazione, i tecnici Opel hanno ricevuto direttive ben precise inerenti alla flessibilità dell'abitacolo e la qualità costruttiva, più alta possibile, in modo tale da competere anche con vetture di classe maggiore, come per esempio la Mercedes-Benz Classe A. La Meriva è stata svelata per la prima volta nel maggio 2002, ma la presentazione ufficiale sarebbe avvenuta al Salone dell'automobile di Ginevra dell'anno seguente e le vendite sono iniziate in quella stessa primavera, con l'avvio della produzione della prima serie. La produzione era stata stabilita in Brasile e a Saragozza, in Spagna.

## Prima generazione (A, 2003-2010)
La prima serie della Meriva, denominata anche Meriva A, è stata commercializzata a partire dal mese di aprile del 2003: la vettura era caratterizzata da una carrozzeria decisamente arrotondata, quasi "a uovo", disegnata per garantire ottimi requisiti di abitabilità interna, ma anche per ottenere un buon Cx, che in questo caso era di 0,32. Il frontale riprendeva i motivi stilistici delle Opel dell'epoca, in particolare della Corsa C, con cui la Meriva condivideva la base meccanica, e delle Vectra C. La coda tonda era caratterizzata dai fari a sviluppo verticale posti nella parte superiore, ai lati del lunotto. Il grande portellone posteriore aveva la battuta piuttosto in basso, così da agevolare i carichi di oggetti ingombranti e/o pesanti.
Come la più grande Zafira, la Meriva ha degli interni modulabili a seconda delle esigenze, chiamati FlexSpace. Ha cinque posti su due file. Il divano posteriore è scorrevole in avanti, all'indietro e in svariate altre posizioni e adattamenti: è infatti anche frazionabile ed è trasformabile in due poltrone singole affiancate e separate tra loro da un bracciolo. Proprio la modulabilità dello spazio interno è stato uno dei punti di forza della Meriva, un fattore che ne ha decretato il successo. Gli altri pregi della vettura stavano nel curato livello di assemblaggio e nel prezzo conveniente.

### Meccanica
La Meriva, basandosi sulla piattaforma della Corsa C, ne ereditava le principali caratteristiche telaistiche, tra cui l'avantreno a ruote indipendenti con bracci trasversali e barra stabilizzatrice e il retrotreno a ruote interconnesse. L'impianto frenante era a dischi, sia anteriormente che posteriormente con i dischi anteriori anche autoventilanti. Tuttavia non mancavano sostanziali adattamenti e novità strutturali specifiche, per esempio quella che consentiva di dissipare l'energia degli urti frontali in maniera più efficace. Lo stesso interasse della vettura è stato notevolmente allungato (da 2,49 a 2,63 m) per ottimizzare l'abitabilità interna. Inoltre, il retrotreno, pur essendo molto simile a quello del best seller Opel di segmento B, è stato costruito utilizzando anche componenti di provenienza Astra G e Zafira A.
Il cambio era inizialmente solo manuale a 5 marce, ma in seguito, nelle versioni successive, sarebbe arrivato anche un manuale a 6 marce. A richiesta, comunque, si poteva avere anche un cambio sequenziale Easytronic.
La gamma iniziale della Meriva ha esordito nell'aprile del 2003 e prevedeva per la maggior parte motori a benzina: vi erano quindi il 1.6 16v e il 1.8 16v, da 101 e 125 CV, più un 1.6 a 8 valvole da 87 CV, che però non venne mai importato in Italia. Come motore Diesel, si poteva avere inizialmente solo un 1.7 DTI (non common rail) da 75 CV, che però sarebbe arrivato ufficialmente nelle concessionarie solo due mesi più tardi.

### Dotazione
Fin dal suo debutto, la Meriva è stata proposta con un ottimo livello di dotazione, volto soprattutto a salvaguardare la sicurezza degli occupanti e a offrire un buon comfort di marcia. Fin dalla versione base, la Meriva offriva infatti il doppio airbag più gli airbag laterali, l'ABS e il climatizzatore. Tale dotazione poteva essere estesa grazie a una completa lista optional che comprendeva tra l'altro gli airbag a tendina.
In seguito, la dotazione di serie è stata arricchita ed è arrivata a comprendere anche l'ESP. Anche la lista optional si è allungata grazie all'arrivo di altre chicche come i fari alogeni auto-adattativi e il navigatore satellitare.

### Evoluzione
Inizialmente la gamma Meriva era composta di due livelli di allestimento, Enjoy e Cosmo, e di tre motorizzazioni, tutte a 4 valvole per cilindri: un 1.6 e un 1.8 a benzina, più un 1.7 DTI turbodiesel a iniezione diretta. In alcuni mercati, come quello tedesco, la Meriva è stata proposta anche con un 1.6 a 2 valvole per cilindro, meno potente.
Nel 2004 la gamma venne ampliata con l'arrivo di un 1.4 a benzina e di un 1.7 CDTI, ossia turbodiesel common rail. Fu introdotto anche un nuovo allestimento, denominato Club e riservato al 1.4 benzina e al 1.7 DTI. Sempre del 2004 è anche l'introduzione di una prima edizione speciale denominata Fashion Line, disponibile con qualsiasi motorizzazione prevista fino a quel momento per la Meriva.

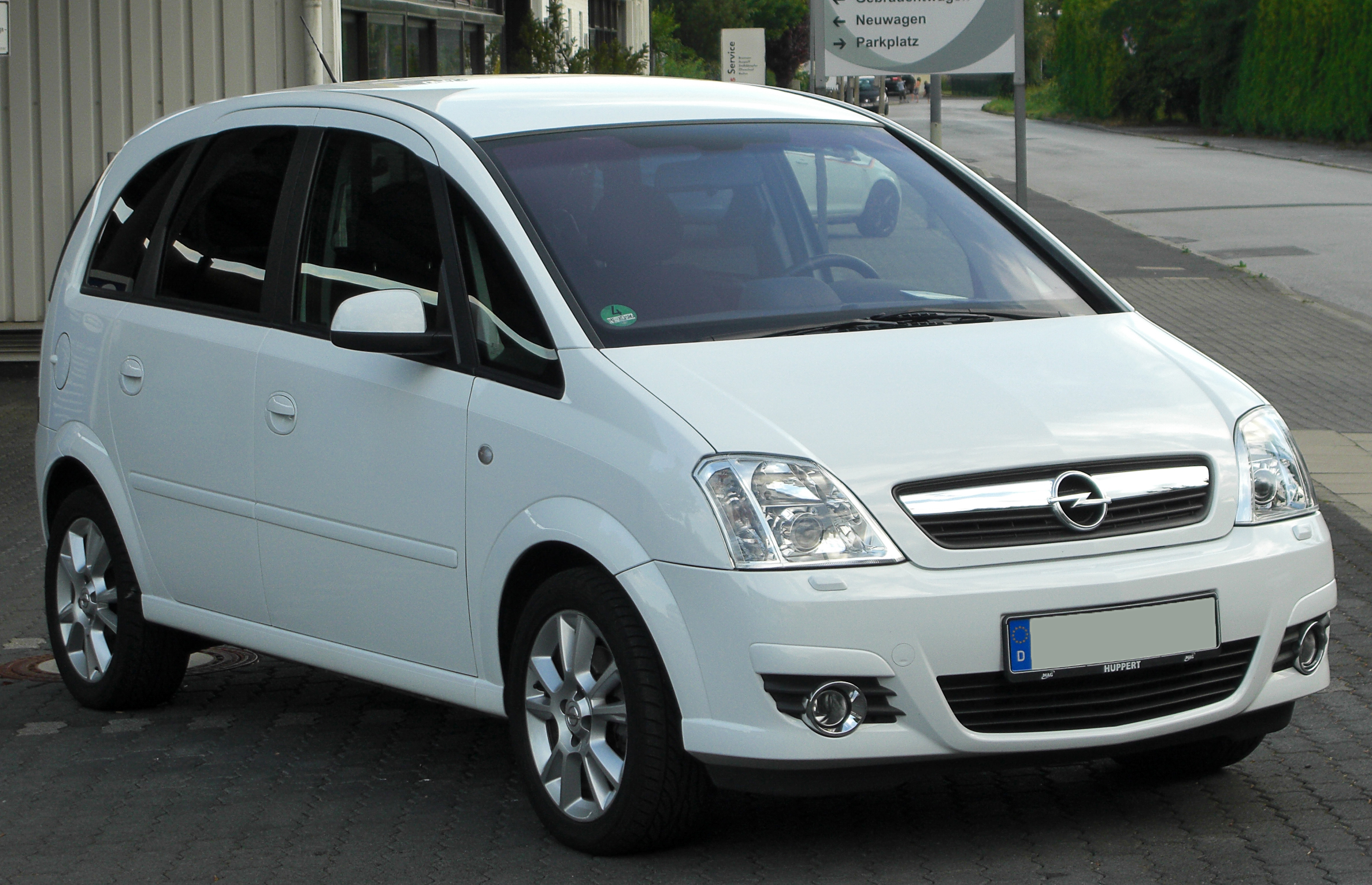
Meriva restyling del 2006

Nel 2005, in seguito alla joint-venture tra General Motors e il Gruppo Fiat, la Meriva ricevette anche il nuovo 1.3 CDTI turbodiesel common rail di origine Fiat, il quale andò a rimpiazzare il 1.7 DTI, ormai non più competitivo. Nello stesso anno, nei mercati dov'era prevista, la Meriva 1.6 a 2 valvole per cilindro è stata tolta di produzione.
Nel marzo 2006 la Meriva venne sottoposta a un leggero restyling, visibile soprattutto nella calandra ridisegnata, nei nuovi fari anteriori trasparenti e nei fari posteriori brunitii. Il restyling fu l'occasione per aggiornare ancora una volta la gamma: innanzitutto venne introdotta la versione di punta, denominata Meriva OPC, ed equipaggiata da un 1.6 sovralimentato in grado di erogare 180 CV. Inoltre fu introdotto il 1.6 twinport, la cui potenza passò da 101 a 105 CV. Altro aggiornamento fu nel 1.3 CDTI, che passò da 70 a 75 CV e ricevette il filtro antiparticolato.

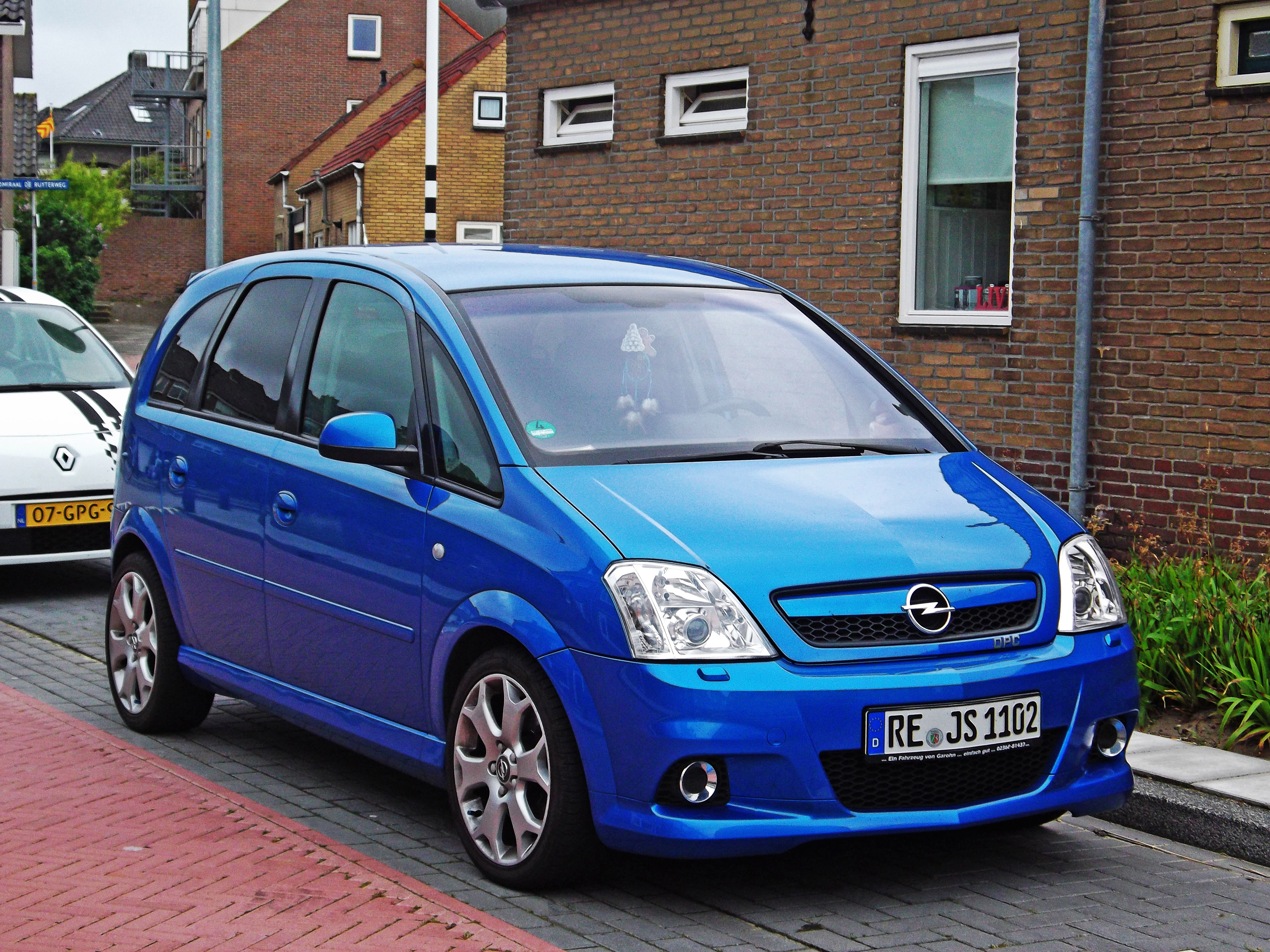
Opel Meriva OPC

Nel 2005 è stato introdotto il nuovo 1.7 CDTI da 101 CV, mentre in Nord e Sudamerica è stata tolta di produzione la Chevrolet Meriva, a causa di un drastico crollo nelle vendite.
Nel 2008 viene svelata la concept che avrebbe anticipato le linee della futura generazione della Meriva, mentre alla fine dello stesso anno viene reso noto l'aspetto della nuova Meriva B. Ciononostante, la gamma della Meriva A non subì ridimensionamenti e continuò a essere prodotta in un'ampia gamma di motorizzazioni. L'unico grosso aggiornamento, risalente al 2009, si è avuto con l'uscita di produzione della versione OPC. Inoltre, nel mese di luglio è stata introdotta la versione a GPL, spinta da un 1.4 accoppiato appunto con l'impianto a gas.
Nel giugno del 2010, la Meriva A esce di produzione per lasciare il posto alla Meriva B.

### Riepilogo caratteristiche
La seguente tabella mostra le varie motorizzazioni previste per la Meriva A nel corso della sua produzione. Nelle versioni bi-fuel, il consumo medio è dato dalla media dei consumi nelle due modalità di alimentazione.
| Modello                                                                                            | Motore             | Cilindrata cm³     | Potenza CV/rpm     | Coppia Nm/rpm      | Cambio/ Nº rapporti | Massa a vuoto (kg) | Velocità max       | Acceler. 0–100 km/h (in sec) | Consumo (l/100 km) | Emissioni CO2 (g/km) | Anni di produzione |
| Versioni a benzina                                                                                 | Versioni a benzina | Versioni a benzina | Versioni a benzina | Versioni a benzina | Versioni a benzina  | Versioni a benzina | Versioni a benzina | Versioni a benzina           | Versioni a benzina | Versioni a benzina   | Versioni a benzina |
| -------------------------------------------------------------------------------------------------- | ------------------ | ------------------ | ------------------ | ------------------ | ------------------- | ------------------ | ------------------ | ---------------------------- | ------------------ | -------------------- | ------------------ |
| 1.4 16v Twinport                                                                                   | Z14XEP             | 1364               | 90/5600            | 125/40001          | Manuale a 5 marce   | 1.323              | 168                | 14,4                         | 6,4                | 148                  | 2004-10            |
| 1.4 16v Ecoflex GPL                                                                                | Z10XEP Ecoflex     | 1364               | 90/56001           | 125/40001          | Manuale a 5 marce   | 1.400              | 165                | 14,4                         | 7,2                | 129                  | 2009-10            |
| 1.62                                                                                               | Z16SE              | 1598               | 87/5400            | 138/3000           | Manuale a 5 marce   | 1.350              | 170                | 14,5                         | 7,8                | 187,2                | 2003-05            |
| 1.6 16v                                                                                            | Z16XE              | 1598               | 101/6000           | 150/3800           | Manuale a 5 marce   | 1.375              | 175                | 13,3                         | 7,6                | 180                  | 2003-06            |
| 1.6 16v Twinport                                                                                   | Z16XEP             | 1598               | 105/6000           | 150/3900           | Manuale a 5 marce   | 1.375              | 181                | 13,3                         | 6,8                | 160.8                | 2006-10            |
| 1.8 16v                                                                                            | Z18XE              | 1796               | 125/6000           | 165/4600           | Manuale a 5 marce   | 1.380              | 192                | 11,3                         | 8,2                | 174                  | 2003-10            |
| 1.6 16v Turbo OPC                                                                                  | Z16LET             | 1598               | 180/5500           | 230/2200           | Manuale a 6 marce   | 1.450              | 222                | 8,2                          | 7,8                | 187,2                | 2006-09            |
| Versioni a gasolio                                                                                 |                    |                    |                    |                    |                     |                    |                    |                              |                    |                      |                    |
| 1.3 CDTI                                                                                           | Z13DT              | 1248               | 69/4000            | 170/1750           | Manuale a 5 marce   | 1.318              | 156                | 17,8                         | 5                  | -                    | 2005-06            |
| 1.3 CDTI                                                                                           | Z13DTJ             | 1248               | 75/4000            | 170/1750           | Manuale a 5 marce   | 1.318              | 157                | 17,8                         | 5                  | 135                  | 2006-10            |
| 1.7 16v DTI                                                                                        | Y17DT              | 1686               | 75/4400            | 165/1800           | Manuale a 5 marce   | 1.390              | 158                | 17                           | 5,5                | 148,5                | 2003-05            |
| 1.7 16v CDTI (101 CV)                                                                              | Z17DT              | 1686               | 101/4400           | 240/2300           | Manuale a 5 marce   | 1.390              | 175                | 13,4                         | 5,5                | 148,5                | 2003-05            |
| 1.7 16v CDTI (101 CV)                                                                              | Z17DTH             | 1686               | 101/4400           | 260/2300           | Manuale a 6 marce   | 1.455              | 180                | 12,8                         | 5,4                | 145,8                | 2005-10            |
| 1.7 16v CDTI (125 CV)                                                                              | Z17DTR             | 1686               | 125/4000           | 280/2300           | Manuale a 6 marce   | 1.455              | 195                | 10,9                         | 5,4                | 146                  | 2006-10            |
| Note: 187CV/5600 rpm e 130 Nm/4000 rpm per la versione Cosmo 2Non prevista per il mercato italiano |                    |                    |                    |                    |                     |                    |                    |                              |                    |                      |                    |

## Seconda generazione (B, 2010-2017)

### Nascita del modello

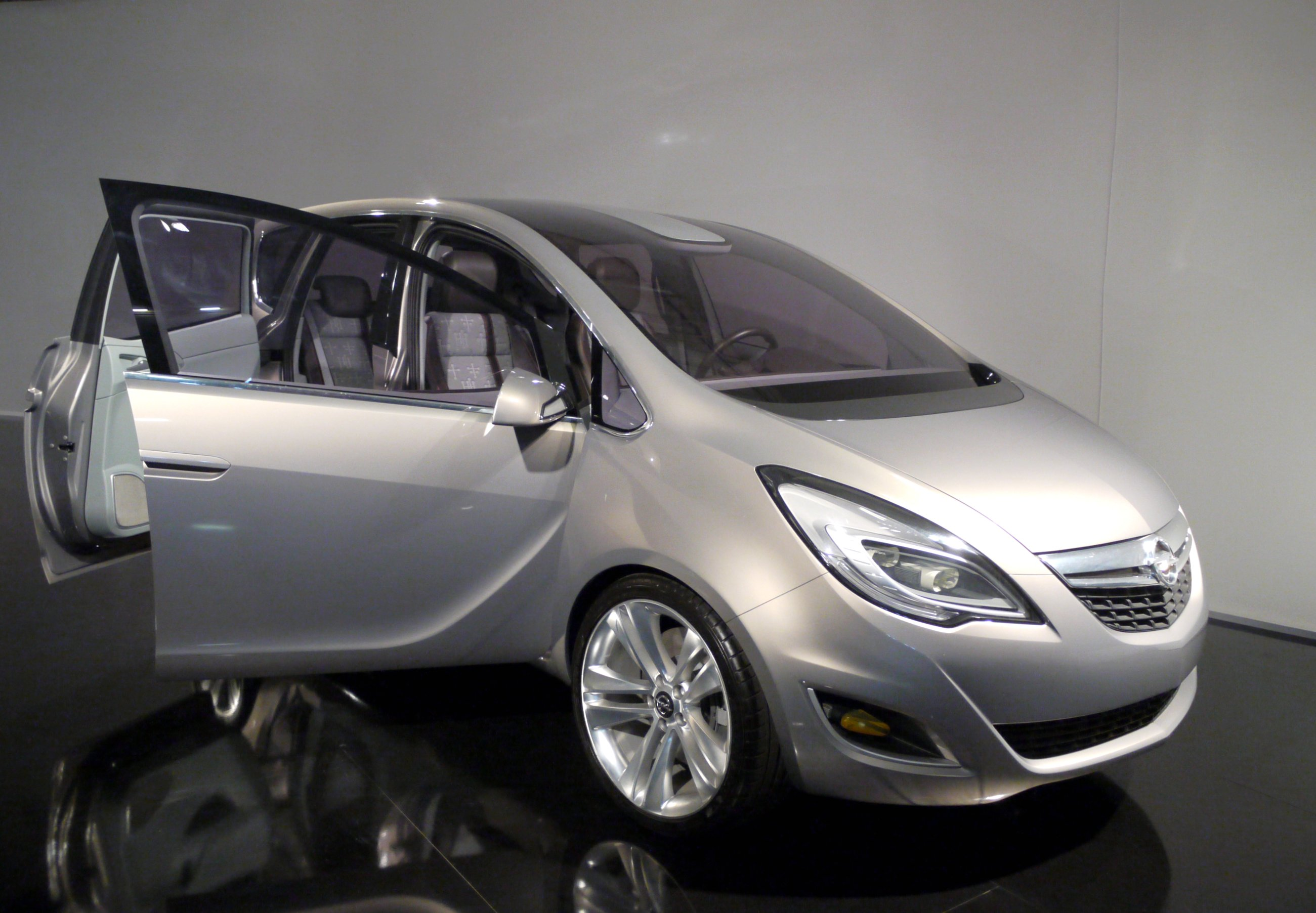
Opel Meriva Concept

Al Salone di Ginevra del 2008 era stata svelata una concept-car che non solo anticipava le linee della nuova generazione della Meriva, ma di fatto ne avrebbe costituito il modello quasi definitivo. Proprio per questa sua quasi ufficialità, la concept tedesca destò sorpresa per le sue innovazioni e per il suo design. Tra le caratteristiche salienti di questo prototipo la più visibile era quella inerente all'apertura "ad armadio" delle portiere, cioè con le posteriori incernierate posteriormente e quelle anteriori anteriormente. Questo sistema di apertura venne sperimentato dalla casa del fulmine già nel 2005, precisamente su una Meriva A approntata come base sperimentale per studiare la possibilità di montare questo tipo di portiere.
Nel 2009, venne reso noto l'aspetto definitivo della monovolume compatta della Opel, che quindi non si discostava molto dall'aspetto della concept originaria.
La presentazione ufficiale della nuova serie denominata Meriva B è avvenuta al Salone di Francoforte del 2009: la produzione di pre-serie è stata avviata nei primi giorni del gennaio 2010, mentre una nuova presentazione si è avuta al Salone di Ginevra. Durante questo periodo di presentazioni, la Meriva ha mostrato tutte le sue peculiarità, oltre alla inusuale apertura delle porte, tutti aspetti e caratteristiche volti a offrire alla clientela il massimo della modulabilità dello spazio interno.

### Estetica e abitacolo
La Meriva B ha costituito un salto evolutivo enorme rispetto alla precedente Meriva, sotto tutti i punti di vista. Esteriormente, il corpo vettura è notevolmente aumentato negli ingombri e sfoggia un look molto più moderno, nello stile delle recenti Astra J e Insignia. Quest'aspetto si ritrova in particolare nel particolare taglio dei gruppi ottici, sia anteriori che posteriori. Della concept originaria vengono mantenute anche le portiere "ad armadio" (molte fonti le descrivono come portiere "a libro", sbagliando, poiché quest'ultima configurazione ha le incernierature invertite rispetto a quelle della Meriva B).

La seconda serie della Meriva, insomma, si distacca in parte dalla posizione commerciale occupata dalla serie precedente, per andare a proporsi anche come alternativa a modelli di classe più alta. Per questi motivi, tra le sue concorrenti è più sensato citare modelli come la Mercedes-Benz Classe B e la Scénic X-Mod, piuttosto che altri come la Daihatsu Materia e la Fiat Idea, oramai dimensionalmente più lontani dalla nuova Meriva e più vicini invece alla vecchia. L'incremento negli ingombri, infatti, è stato di oltre 24 cm in lunghezza e di quasi 12 in larghezza, mentre l'altezza è invece leggermente diminuita di circa 1 cm. Leggero incremento anche per l'interasse, più lungo di circa un centimetro e mezzo.
Tutti questi aumenti negli ingombri vanno a riflettersi in maniera evidente nell'abitacolo, progettato in funzione del comfort di marcia, della funzionalità e della capacità di carico. A tale scopo, la casa di Rüsselsheim ha depositato una lunga serie di brevetti (si parla di circa una dozzina) inerenti particolari dispositivi volti a offrire il massimo della modularità dello spazio interno, nonché della sua abitabilità. Sono nati così i seguenti quattro sistemi:
- FlexDoors: è il sistema di apertura "ad armadio" delle portiere. Per la verità l'innovazione non sta tanto nella particolare incernieratura delle portiere e nella loro conseguente modalità di apertura. Questo sistema si vedeva già molti decenni prima (per esempio nella Lancia Aurelia degli anni cinquanta e prima ancora, nei tardi anni trenta, nella Admiral), e oggigiorno è presente nella produzione Rolls-Royce. La particolarità di questo aspetto della Meriva B sta nell'ampio angolo di apertura delle portiere, che arriva fino a 87°, consentendo un accesso molto comodo ai passeggeri, che possono contare su un ottimo livello di sicurezza, garantito da un dispositivo che blocca automaticamente le portiere a una velocità superiore ai 4 km/h.
- FlexSpace: si tratta di un'evoluzione del sistema già utilizzato per la Meriva A: il divanetto posteriore è composto da tre sedili che possono scorrere indipendentemente avanti e indietro e persino lateralmente, dando modo di passare da cinque a quattro posti, con il sedile centrale che si tramuta in un comodo portaoggetti. Lo stesso sistema permette di abbattere l'intero divanetto o solo parte dei sedili che lo compongono, aumentando così la capacità di carico fino a un massimo di 1500 litri.
- FlexRail: tunnel portaoggetti scorrevole;
- FlexFix: un portabiciclette estraibile integrato nel paraurti posteriore e che consente il trasporto di una o due biciclette.
- FlexFloor: ripiano inserito nel bagagliaio che permette di creare un doppio fondo per inserire oggetti da occultare alla vista oppure, a seconda delle necessità, può essere posizionato sul fondo del bagaglio per aumentare la capacità di carico.

### Meccanica e motorizzazioni
A differenza della serie precedente, la base meccanica della Meriva B non è più derivata dalla segmento B coeva, ossia la Corsa D, bensì dalla Zafira B (e quindi anche dalla Astra H).
Riguardo alle motorizzazioni, Opel offre un'ampia gamma di propulsori, sia benzina che diesel. I benzina sono un 1.4 16V con tre diversi livelli di potenza: 100 CV (aspirato), 120 CV e 140 CV, questi ultimi dotati di turbo compressore; tra i diesel, l'offerta si articola tra un 1.3 CDTI 16V di origine Fiat (Multijet) proposto sia con 75 CV che 95 CV e un 1.7 CDTI di origine Isuzu da 100 CV (abbinato solo a un cambio automatico), 110 CV e 130 CV.

### Dotazione e allestimenti
La Meriva B viene proposta nel suo primo anno di debutto in due livelli di allestimento: Elective (base) e il più ricco Cosmo. L'anno seguente entrano altri allestimenti, il b-color e il b-color panoramic, che aggiungono rispettivamente alcuni optional di serie come il tetto in colore nero lucido e i cerchi in lega da 18" e il navigatore satellitare integrato. La versione Elective è comunque già completa, poiché comprende nella dotazione di serie airbag frontali, laterali e per la testa anteriori e posteriori; il clima manuale, ABS, ESP, CBC, controllo della trazione e assistenza alla frenata di emergenza; retrovisori esterni riscaldabili e regolabili elettricamente e tutti i pacchetti Flex già descritti tranne il FlexRail.
La Cosmo aggiunge gli interni in misto pelle/tessuto, il clima automatico bizona, i cerchi in lega da 16", il volante e il pomello del cambio in pelle, i fendinebbia, i vetri laterali posteriori oscurati ed elettrici e la radio con doppio sintonizzatore e 7 casse. La versione b-color aggiunge rispetto alla Cosmo il tetto nero lucido e i fari anteriori ruotanti in curva mentre la b-color panoramic il tetto panoramico in vetro fisso e i fari ruotanti. Questi due allestimenti montano di serie i cerchi da 18 pollici.

### Evoluzione
Nel 2011 entra in listino il 1.3 CDTI Start&Stop, che integra, appunto, il sistema Start&Stop, dispositivo che permette lo spegnimento automatico del motore durante le soste forzate in coda o ai semafori, in modo da ridurre inquinamento e consumi. Il motore utilizzato è sempre il 1.3 turbodiesel common rail di origine Fiat, nella configurazione da 95 CV. Verso la fine dello stesso anno alcuni allestimenti cambiano: in particolare viene introdotta una versione più economica denominata One disponibile però solo con i motori 1.4 100 CV e 1.3 CDTI 75 CV. Entra anche l'allestimento b-color elective. Come optional a richiesta, fa il suo ingresso per quasi tutti i motori il sistema Start&Stop.
Nel 2012 si hanno alcune significative novità nella gamma: esce dal listino la 1.7 CDTI da 101 CV, ed entrano invece la 1.4 Turbo GPL, con motore da 120 CV, e la Meriva 1.4 Start&Stop, con motore 1.4 da 100 CV accoppiato al dispositivo Start&Stop. A partire dal mese di luglio, vengono rivisti gli allestimenti, semplificandoli. Adesso abbiamo la versione entry level One che offre di serie solo il climatizzatore manuale e sei airbag; la versione intermedi Elective che aggiunge la radio CD MP3 con 4 casse e comandi al volante e ai poggiatesta anteriori attivi; la versione di punta Cosmo che aggiunge il climatizzatore automatico bizona, la radio con 7 casse, gli alzavetri elettrici posteriori, il cruise control, il computer di bordo, il volante il pelle, i cerchi in lega da 16 pollici, i fari fendinebbia e i vetri e il lunotto posteriori oscurati; infine, la b-color Elective che aggiunge rispetto alla Elective i cerchi in lega da 17 pollici, il tetto di colore nero lucido, il cruise control, i fari fendinebbia, i vetri e il lunotto posteriori oscurati e il volante in pelle. Contemporaneamente il motore 1.4 turbo a benzina diventa Euro 6.

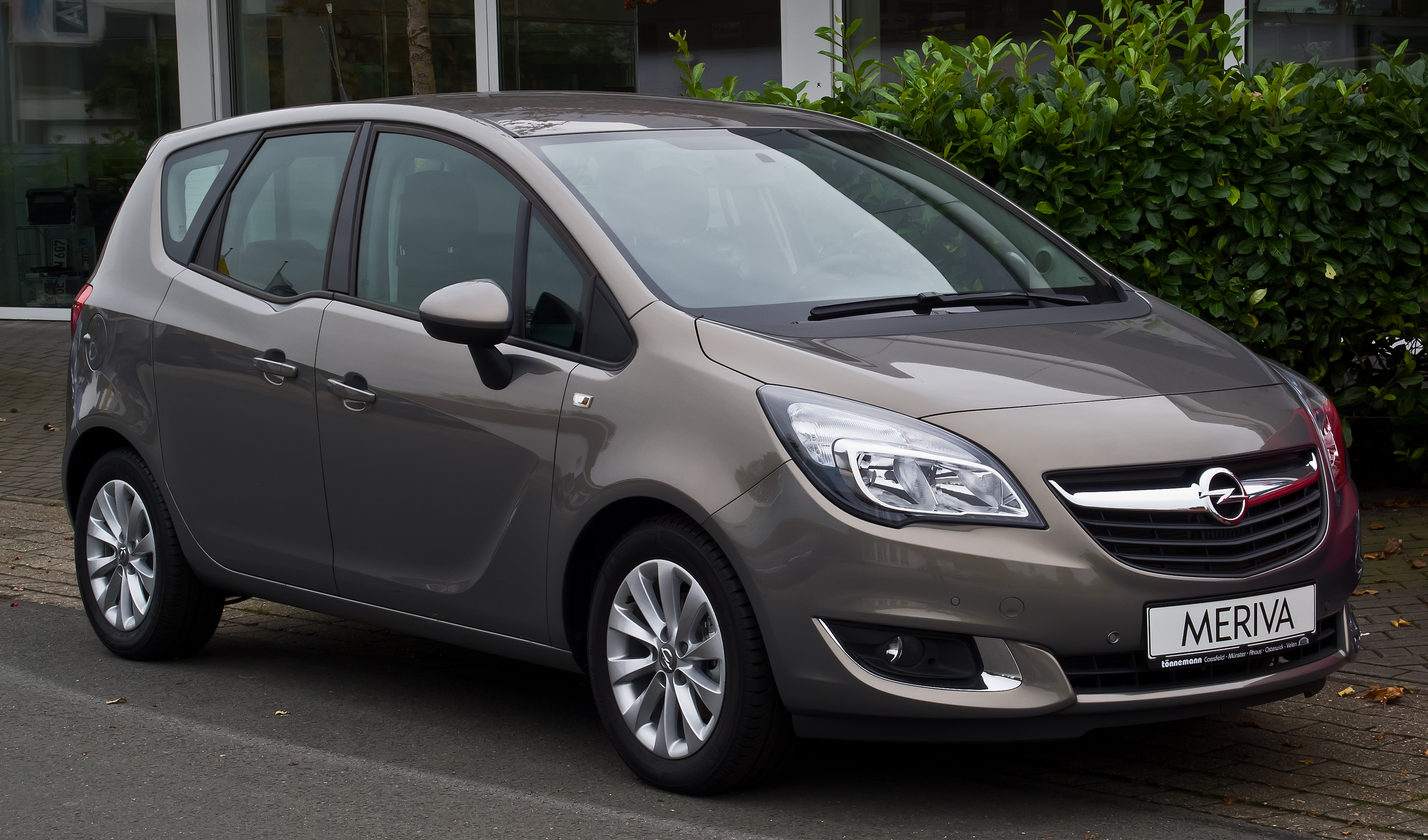
Una Meriva B dopo il restyling del gennaio 2014

Nel gennaio 2014, al Salone dell'automobile di Bruxelles, è stato presentato il restyling della vettura: giunta a metà della sua carriera commerciale, la monovolume beneficia di un leggero aggiornamento che include anteriormente un nuovi paraurti, calandra e della grafica dei fari ridisegnati, che in opzione possono essere integrati con la tecnologia a LED. Anche i fari posteriori sono stati ridisegnati nella loro forma. Per quanto riguarda i motori, si ha la scomparsa del piccolo 1.3 CDTI da 75 CV e del 1.7 CDTI da 130 CV, quest'ultimo sostituito dal nuovo 1.6 CDTI da 136 CV. In alcuni mercati, come ad esempio quello italiano, tale motore viene anche proposto nella variante depotenziata a 110 CV. Curiosamente, tale variante non sostituisce il 1.7 CDTI di pari potenza, ma lo affianca ed entrambe le motorizzazioni proseguono la loro carriera in parallelo. Mentre la 1.6 CDTI è equipaggiata di serie con un cambio manuale a 6 marce, la 1.7 CDTI è stavolta disponibile solo con un cambio automatico a 6 marce. Poco tempo dopo, in piena primavera, la gamma si allarga con l'arrivo di un ulteriore 1.6 CDTI, ma con potenza ridotta a 95 CV. Tale novità sancì anche l'uscita dai listini del motore 1.3 CDTI di egual potenza.
In seguito non vi sarebbero stati ulteriori aggiornamenti di rilievo per la gamma della Meriva B: la vettura si avviò quindi lentamente alla fine della sua carriera commerciale. Ciò è avvenuto all'inizio del 2017, anche se la vettura è rimasta a listino ancora per alcuni mesi, in modo da smaltire le scorte giacenti nei magazzini.

### Riepilogo caratteristiche
Di seguito le motorizzazioni con cui la Meriva B viene offerta nel mercato italiano:
| Modello                                  | Motore             | Cilindrata cm³     | Potenza CV/rpm     | Coppia Nm/rpm      | Cambio/ Nº rapporti            | Massa a vuoto (kg) | Velocità max       | Acceler. 0–100 km/h | Consumo (l/100 km) | Emissioni CO2 (g/km) | Anni di produzione |
| Versioni a benzina                       | Versioni a benzina | Versioni a benzina | Versioni a benzina | Versioni a benzina | Versioni a benzina             | Versioni a benzina | Versioni a benzina | Versioni a benzina  | Versioni a benzina | Versioni a benzina   | Versioni a benzina |
| ---------------------------------------- | ------------------ | ------------------ | ------------------ | ------------------ | ------------------------------ | ------------------ | ------------------ | ------------------- | ------------------ | -------------------- | ------------------ |
| 1.4 16V                                  | A14XER             | 1398               | 100/6000           | 130/4000           | Manuale a 5 marce              | 1.285              | 177                | 13"9                | 6.1                | 144                  | 2010-17            |
| 1.4 Start&Stop                           | A14XER             | 1398               | 100/6000           | 130/4000           | Manuale a 5 marce + Stop&Start | 1.285              | 177                | 13"9                | 5.8                | 134                  | 2012-17            |
| 1.4 16v Turbo 120CV                      | A14NEL             | 1364               | 120/ 4800-6000     | 175/ 1750-4800     | Manuale a 6 marce              | 1.318              | 188                | 11"5                | 6.1                | 143                  | 2010-17            |
| 1.4 16v Turbo 140CV                      | A14NET             | 1364               | 140/ 4900-6000     | 200/ 1850-4900     | Manuale a 6 marce              | 1.318              | 196                | 10"3                | 6.8                | 156                  | 2010-171           |
| Versioni a gasolio                       |                    |                    |                    |                    |                                |                    |                    |                     |                    |                      |                    |
| 1.3 CDTI                                 | A13DTJ             | 1248               | 75/4000            | 180/1750           | Manuale a 5 marce              | 1.362              | 160                | 17"8                | 4.9                | 129                  | 2010-13            |
| 1.3 CDTI EcoFLEX                         | A13DTH             | 1248               | 95/4000            | 190/ 1750-3250     | Manuale a 5 marce              | 1.318              | 168                | 13"8                | 4.5                | 119                  | 2010-11            |
| 1.3 CDTI EcoFLEX                         | A13DTH             | 1248               | 95/4000            | 190/ 1750-3250     | Manuale a 5 marce + Stop&Start | 1.318              | 168                | 13"8                | 4.1                | 109                  | 2011-14            |
| 1.6 CDTI (95 CV)                         | B16DTC             | 1598               | 95/3500            | 280/ 1500-1750     | Manuale a 6 marce              | 1.428              | 174                | 13"8                | 4                  | 105                  | 2014-17            |
| 1.6 CDTI (110 CV)                        | B16DTL             | 1598               | 110/4000           | 300/ 1750-2000     | Manuale a 6 marce              | 1.443              | 182                | 12"9                | 4                  | 105                  | 2014-17            |
| 1.6 CDTI (136 CV)                        | B16DTH             | 1598               | 136/4000           | 320/2000           | Manuale a 6 marce              | 1.443              | 197                | 9"9                 | 4.4                | 116                  | 02/2014-05/2017    |
| 1.7 CDTI 101 CV Aut.                     | A17DT              | 1686               | 101/4000           | 260/ 1700-2550     | Automatico a 6 rapporti        | 1.428              | 172                | 13"9                | 6.5                | 168                  | 2010-11            |
| 1.7 CDTI 110CV                           | A17DTJ             | 1686               | 110/4000           | 280/ 1750-2500     | Manuale a 6 marce              | 1.428              | 182                | 11"9                | 5.3                | 138                  | 2010-13            |
| 1.7 CDTI 110CV Aut.                      | A17DTJ             | 1686               | 110/4000           | 280/ 1750-2500     | Automatico a 6 rapporti        | 1.443              | 178                | 12"9                | 6.1                | 160                  | 2014-17            |
| 1.7 CDTI 130CV                           | A17DTR             | 1686               | 130/4000           | 300/ 2000-2500     | Manuale a 6 marce              | 1.428              | 196                | 9"9                 | 5.3                | 139                  | 2010-13            |
| Versioni bi-fuel                         |                    |                    |                    |                    |                                |                    |                    |                     |                    |                      |                    |
| 1.4 Turbo GPL                            | A14NEL             | 1364               | 120/ 4800-6000     | 175/ 1750-4800     | Manuale a 5 marce              | -                  | 187                | 11"8                | 7.6                | 124                  | 2012-17            |
| Note: 1Fino al 2011 nel mercato italiano |                    |                    |                    |                    |                                |                    |                    |                     |                    |                      |                    |

## Denominazioni
La Meriva A è stata proposta con il marchio Opel nella maggior parte dei mercati mondiali, ma anche con altri marchi. Di seguito vengono illustrati i tre marchi con la Meriva è stata prodotta:
- Opel Meriva: Europa (tranne il Regno Unito), Singapore, Giappone;
- Vauxhall Meriva: Regno Unito;
- Chevrolet Meriva: Nord America e America Latina (Meriva A). Qui era disponibile solo con motori 1.8 8V, 1.8 16V e 1.7 DTI.